# 長崎大学の人物一覧
長崎大学の人物一覧（ながさきだいがくのじんぶついちらん）は、長崎大学に関係する人物の一覧記事。他大学出身の長崎大学関係者を含む。 

## 著名な教職員・元教職員
- 荒巻健二 - 経済学者、元長崎大学教授、東京大学名誉教授
- 池上清子 - 元国際連合人口基金東京事務所長、法務省難民審査参与員
- 梅田正博 - 口腔外科学者、長崎大学教授
- 伊藤秀三 - 生態学者、長崎大学名誉教授
- 江石清行 - 心臓血管外科学者、長崎大学教授
- 北潔 - 薬学者、東京大学名誉教授、長崎大学大学院熱帯医学教授
- 斎藤茂吉 - 精神医学者、歌人、元長崎医学専門学校教授
- 柴田紘一郎 - 元長崎大学熱帯医学研究所医師（大沢たかお主演映画『風に立つライオン』のモデル）
- 永井隆 - 核医学者、元長崎医科大学教授
- 新川詔夫 - 遺伝医学者、長崎大学名誉教授
- 濱田剛 - 情報工学者、元長崎大学先端計算研究センター超並列部門長、准教授
- 古瀬祐気 - 医学インフルエンサー、元長崎大学教授、東京大学新世代感染症センター教授
- 松下孝幸 - 形質人類学者、元長崎大学医学部教授。土井ヶ浜人類学ミュージアム館長
- 松永明 - 元長崎大学経済学部教授、第50代特許庁長官
- 松野賢吾 - 経済学者、元長崎大学教授、神戸大学教授
- 松本慶蔵 - 長崎大学熱帯医学研究所名誉教授
- 武藤長蔵 - 経済学者、長崎高商名誉教授
- 矢野香 - スピーチ学者、スピーチコンサルタント、長崎大学准教授
- 山口健作 - 教育学者、長崎大学名誉教授、長崎県民歌「南の風」作曲者
- 山本太郎 - 長崎大学熱帯医学研究所教授（天皇・皇后への感染症等の進講役）
- 吉田富三 - 元長崎医科大学教授、元東京大学医学部長、元がん研究所所長
- 横山復次 - 薬学者。元長崎医科大学教授。元岐阜薬科大学教授。元エーザイ取締役

## 歴代学長
| 代           | 氏名       | 任期                                 |
| ------------ | ---------- | ------------------------------------ |
| 初代         | 高瀬清     | 昭和24年6月29日 ～ 昭和27年6月 5日   |
| （事務取扱） | 池田晋吾   | 昭和27年 6月6日 ～ 昭和27年11月17日  |
| 第2代        | 古屋野宏平 | 昭和27年11月18日 ～ 昭和33年11月17日 |
| 第3代        | 北村精一   | 昭和33年11月18日 ～ 昭和37年11月17日 |
| 第4代        | 和泉成之   | 昭和37年11月18日 ～ 昭和41年11月17日 |
| 第5代        | 後藤敏郎   | 昭和41年11月18日 ～ 昭和44年4月3日   |
| （事務取扱） | 栗原道徳   | 昭和44年4月4日 ～ 昭和44年5月6日     |
| 第6代        | 中塚正行   | 昭和44年5月7日 ～ 昭和49年7月31日    |
| （事務取扱） | 保田正人   | 昭和49年8月1日 ～ 昭和49年10月10日   |
| 第7代        | 具島兼三郎 | 昭和49年10月11日 ～ 昭和55年10月10日 |
| 第8代        | 福見秀雄   | 昭和55年10月11日 ～ 昭和59年10月10日 |
| 第9代        | 保田正人   | 昭和59年10月11日 ～ 昭和63年10月10日 |
| 第10代       | 土山秀夫   | 昭和63年10月11日 ～ 平成4年10月10日  |
| 第11代       | 横山哲夫   | 平成4年10月11日 ～ 平成10年10月10日  |
| 第12代       | 池田高良   | 平成10年10月11日 ～ 平成14年10月10日 |
| 第13代       | 齋藤寛     | 平成14年10月11日 ～ 平成20年10月10日 |
| 第14代       | 片峰茂     | 平成20年10月11日 ～ 平成29年 9月30日 |
| 第15代       | 河野茂     | 平成29年10月1日 ～ 令和5年9月30日    |
| 第16代       | 永安武     | 令和5年10月1日 ～ 現在               |

## 出身者・関係者

### 政界
- 真鍋儀十 - 元衆議院議員、俳人
- 大岡育造 - 元衆議院議長、文部大臣
- 小見山七十五郎 - 元衆議院議員、元熊本県議会議長
- 久保勘一 - 元参議院議員、元参議院文教委員長、元長崎県知事
- 冨岡勉 - 衆議院議員、元文部科学副大臣、医師
- 田浦直 - 元参議院議員、元文部科学大臣政務官 、医師
- 大久保潔重 - 諫早市長、元参議院議員、元長崎県議会議員、歯科医師
- 秋野公造 - 参議院議員、財務副大臣、元環境・内閣府大臣政務官、医師
- 国光文乃 - 衆議院議員、総務大臣政務官、医師

### 地方政界・行政
- 中村法道 - 元長崎県知事、元長崎県副知事
- 野口市太郎 - 長崎県五島市長、元長崎県水産部長
- 辻一三 - 元長崎県佐世保市長、元佐世保市議会議長
- 渡辺純忠 - 山口県山口市長、元山口県水産部長
- 前田晋太郎 - 山口県下関市長、元下関市議会議員、元安倍晋三秘書
- 山浦久司 - 元会計検査院長、明治大学名誉教授
- 笠井達彦 - 元駐カザフスタン特命全権大使、元ウラジオストク総領事
- 北村隆則 - 元駐ギリシャ特命全権大使、元香港総領事
- 副島良彦 - 元佐賀県副知事、佐賀ターミナルビル社長

### 経済界
- 井上俊春 - 丸大食品社長
- 井村健輔 - 元不二越社長、元日本ロボット工業会会長
- 上田勝彦 - 株式会社ウエカツ水産社長
- 牛丸俊三 - 元パナソニック副社長
- 岡田幸三郎 - 元日本砂糖工業社長、小説家遠藤周作の妻順子の父
- 上釜健宏 - 元TDK社長
- 喜多村円 - TOTO元社長、日本建材・住宅設備産業協会副会長、九州経済連合会副会長
- 清田徳明 - TOTO社長[1]
- 田崎俊作 - 田崎真珠創業者・社長
- 佐藤洋二 - 元双日社長、元日本貿易会副会長
- 白川篤典 - ヴィレッジヴァンガードコーポレーション社長
- 土井定包 - 大和証券 社長(1980年-1989年)・会長、日本証券業協会会長
- 藤山雷太 - 藤山コンツェルン創立者
- 福地茂雄 - 元日本放送協会 会長、元アサヒビール社長・会長
- 福島昭英 - 元マイクロソフト常務・相談役
- 藤原謙次 - 元ローソン社長、元ファンケル社長
- 古村至朗 - 福岡中央銀行頭取
- 松尾英三 - 元島原鉄道社長
- 光永久之 - 元三井木材工業社長
- 宮脇雅俊 - 十八銀行会長、元頭取
- 山下巌 - 元ラオックス社長
- 山田勝次 - 元東洋陶器（現TOTO）社長
- 若杉末雪 - 元三井物産社長、三井広報委員会初代会長

### 医学
- 下村脩 - 2008年ノーベル化学賞受賞。(緑色蛍光タンパク質(GFP)の発見とその開発)。元ウッズホール海洋生物学研究所上席研究員
- 賀来満夫 - 感染症学者、東北大学名誉教授、東京都参与、文部科学大臣表彰科学技術賞
- 掛屋弘 - 感染症学者、大阪公立大学教授
- 片峰茂 - 生物学者、長崎大学名誉教授、元長崎大学学長、長崎みなとメディカルセンター理事長
- 兼松隆之 - 医学者、長崎大学名誉教授、長崎みなとメディカルセンター市民病院院長、元日本外科学会会長
- 亀谷了：生物学者、目黒寄生虫館設立者、紫綬褒章
- 木原雅子 - 社会疫学者、京都大学教授
- 河野茂 - 感染症学者、長崎大学名誉教授、元長崎大学学長
- 近藤玄 - 生物学者、京都大学教授、関西実験動物研究会会長
- 谷山兵三 - 薬学者、長崎大学名誉教授、元徳島文化女子短期大学学長
- 木村栄一 - 保険学者、一橋大学名誉教授
- 高尾厚 - 保険学者、神戸大学名誉教授
- 舘田一博 - 感染症学者、東邦大学教授、元日本感染症学会理事長
- 朝野和典 - 感染症学者、大阪大学教授、大阪健康安全基盤研究所理事長
- 山下俊一 - 医学者、量子科学技術研究開発機構高度被ばく医療センター長、福島県放射線健康リスク管理アドバイザー
- 高村昇 - 医学者、長崎大学教授、福島県放射線健康リスク管理アドバイザー
- 大津留晶 - 医学者、福島県立医科大学教授
- 熊谷敦史 - 医学者、外科医、福島県立医科大学災害医療総合学習センター副センター長
- 菅崎弘之 - 医学者、精神科医、長崎県精神神経科診療所協会会長
- 松本哲哉 - 感染症学者、国際医療福祉大学教授
- 森田公一 - ウイルス学者、長崎大学名誉教授、長崎大学感染症研究出島特区特区長、元長崎大学熱帯医学研究所所長
- 長谷部太 - ウイルス学者、長崎大学熱帯医学研究所教授

### 経済学
- 今久保幸生 - 経済学者、京都大学名誉教授
- 桑原哲也 - 経営史家、神戸大学名誉教授
- 小西葉子 - 経済学者、経済産業研究所研究員
- 中尾茂夫 - 経済学者、明治学院大学教授、元大阪市立大学教授

### 工学
- 諸麥俊司 - 工学者、中央大学准教授、日本機械学会教育賞

### 社会学
- 梅野正信 - 歴史学者・教育学者、上越教育大学大学院教授

### 文学
- 青来有一 - 小説家、芥川賞受賞
- 島尾敏雄 - 作家。代表作『死の棘』
- 森澄雄 - 俳人。代表作『鯉素』
- 原仙作：英文学者、元代々木ゼミナール講師。『英文標準問題精講』の著者
- 林京子 - 作家。小説『祭りの場』芥川賞受賞

### 芸術
- 児島善三郎 - 洋画家
- ヤマサキユズル - 画家、「月の美術館」館長
- 小田一生 - 映画監督
- 山下和仁 - クラシックギタリスト
- 益田正洋 - クラシックギタリスト

### 芸能
- 三遊亭らっ好 - 落語家

### スポーツ
- 大浦正文 - 元バレーボール選手
- 塙英理加 - プロボクサー
- 米村尊 - バレーボール選手

### マスコミ
- 永尾亜子 - フジテレビ元アナウンサー
- 林田繁和 - 長崎放送アナウンサー
- 友成由紀 - 長崎放送アナウンサー
- 豊﨑なつき - 長崎放送アナウンサー
- 大嶋真由子 - 長崎文化放送アナウンサー
- 長岡千夏 - テレビ長崎アナウンサー
- 嶋田健吾 - 山口朝日放送
- 上杉あずさ - ラジオパーソナリティー
- 和田綾香 - テレビ大分アナウンサー

### 漫画家
- 紫堂恭子 - 漫画家
- 草場道輝 - 漫画家
- 渡辺航 - 漫画家

### 宗教
- 手島郁郎 - 宗教家。キリストの幕屋創始者